# Диксон (Тенеси)
Диксон (енгл. Dickson) град је у америчкој савезној држави Тенеси.

## Демографија
По попису из 2010. године број становника је 14.538, што је 2.294 (18,7%) становника више него 2000. године.
| Група             | 2000.          | 2010.          |
| Белци             | 10.644 (86,9%) | 11.893 (81,8%) |
| Афроамериканци    | 1.081 (8,8%)   | 1.280 (8,8%)   |
| Азијати           | 68 (0,6%)      | 119 (0,8%)     |
| Хиспаноамериканци | 238 (1,9%)     | 866 (6,0%)     |
| Укупно            | 12.244         | 14.538         |